# Fabeltierbrunnen (Weimar)

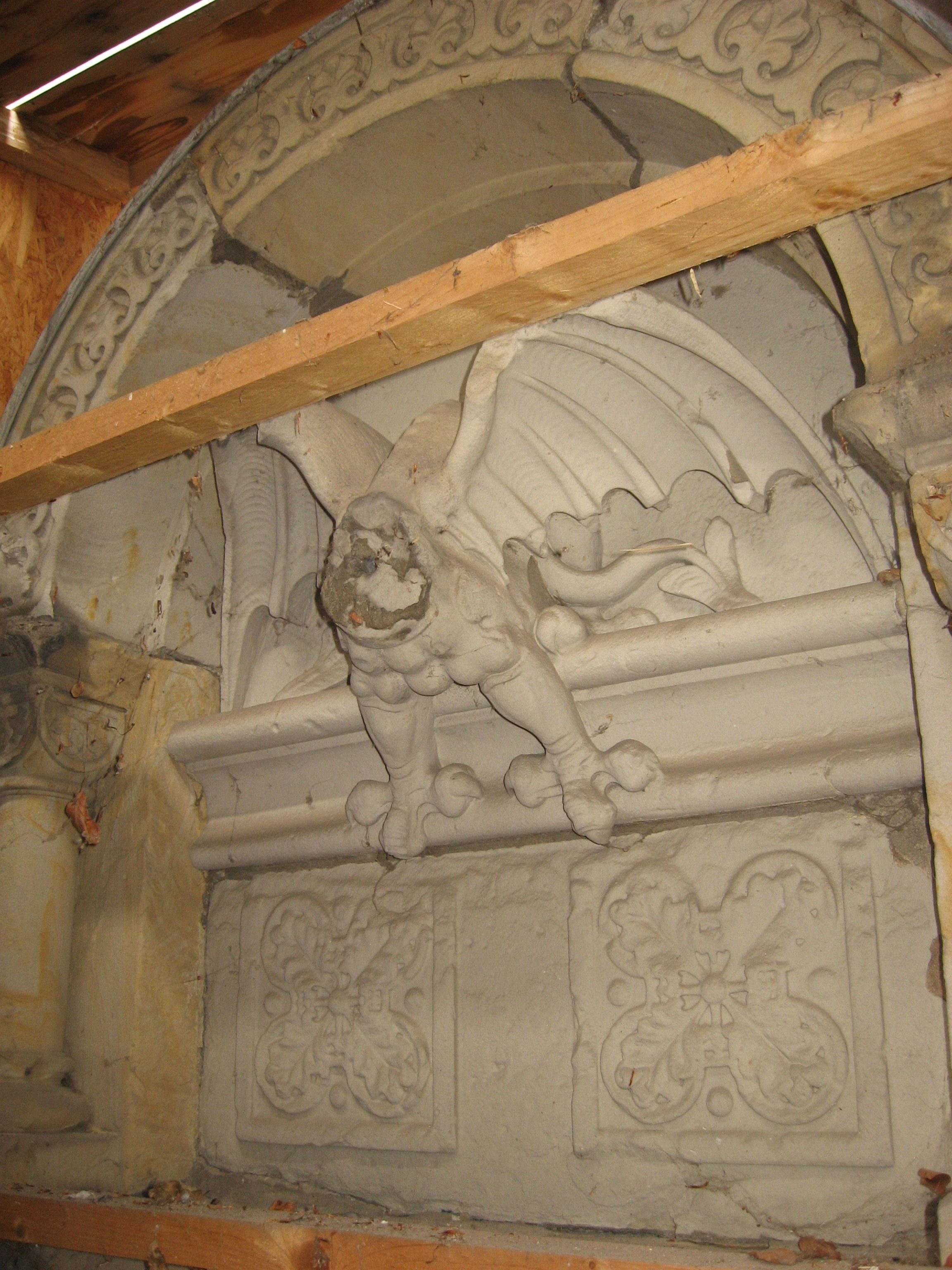
Fabeltierbrunnen in Weimar (Detail)

Der Fabeltierbrunnen ist ein an die Südostseite des 1894 errichteten neoromanischen ehemaligen Bankgebäudes in der Steubenstraße 15 in Weimar versetzter Wandbrunnen. Ursprünglich befand er sich in der Eingangshalle des Bankgebäudes.
Ein geflügeltes Fabelwesen speit Wasser in ein Brunnenbecken mit einem zentral ausgebildeten Fuß. Es hat durch Vandalismus seinen Kopf verloren. Der überaus reichhaltige Ornamentschmuck besteht aus Säulen mit Kapitellen, Wandfriesfeldern und einem Bogen mit Ornamentreihe. Der Entwurf entstand im Leipziger Architektenbüro Weichardt & Eelbo nach 1925.
Das Gebäude Steubenstraße 15 steht einschließlich des Brunnens auf der Liste der Kulturdenkmale in Weimar (Einzeldenkmale).